# Топаз-Ранч-Естейт (Невада)
Топаз-Ранч-Естейт (англ. Topaz Ranch Estates) — переписна місцевість (CDP) в США, в окрузі Дуглас штату Невада. Населення — 1630 осіб (2020).

## Географія
Топаз-Ранч-Естейт розташований за координатами 38°44′8″ пн. ш. 119°30′3″ зх. д. / 38.73556° пн. ш. 119.50083° зх. д. (38.735652, -119.500794).  За даними Бюро перепису населення США в 2010 році переписна місцевість мала площу 37,27 км², уся площа — суходіл.

## Демографія
Згідно з переписом 2010 року, у переписній місцевості мешкала 1501 особа в 704 домогосподарствах у складі 453 родин. Густота населення становила 40 осіб/км².  Було 829 помешкань (22/км²).
Расовий склад населення:
| - 90,1 % — білих - 1,9 % — корінних американців - 0,9 % — азіатів - 0,5 % — вихідців з тихоокеанських островів - 0,2 % — чорних або афроамериканців - 2,1 % — осіб інших рас |

До двох чи більше рас належало 4,4 %. Частка іспаномовних становила 7,5 % від усіх жителів.
За віковим діапазоном населення розподілялося таким чином: 12,2 % — особи молодші 18 років, 57,5 % — особи у віці 18—64 років, 30,3 % — особи у віці 65 років та старші. Медіана віку мешканця становила 55,1 року. На 100 осіб жіночої статі у переписній місцевості припадало 104,5 чоловіків;  на 100 жінок у віці від 18 років та старших — 108,2 чоловіків також старших 18 років.
Середній дохід на одне домашнє господарство  становив 48 642 долари США (медіана — 42 862), а середній дохід на одну сім'ю — 54 940 доларів (медіана — 48 684). Медіана доходів становила 41 731 долар для чоловіків та 35 563 долари для жінок. За межею бідності перебувало 13,4 % осіб, у тому числі 26,1 % дітей у віці до 18 років та 7,6 % осіб у віці 65 років та старших.
Цивільне працевлаштоване населення становило 625 осіб. Основні галузі зайнятості: мистецтво, розваги та відпочинок — 15,4 %, освіта, охорона здоров'я та соціальна допомога — 14,9 %, роздрібна торгівля — 14,7 %.